# Cochlevalva
Cochlevalva là một chi bướm đêm thuộc họ Gelechiidae.